# Sônia da Noruega
Sônia Haraldsen (Oslo, 4 de julho de 1937) é a esposa do rei Haroldo V e rainha consorte da Noruega desde 1991. Ela e Haroldo têm dois filhos: Marta Luísa e Haakon, Príncipe Herdeiro.

## Biografia
Nascida plebeia, Sônia Haraldsen era a quarta criança de Karl August Haraldsen (1889-1959) e de sua esposa, Dagny Ulrichsen (1898-1994).
Ela cresceu no bairro de Vinderen, onde concluiu seus estudos secundários em 1954, e logo em seguida estudou da Escola de Desenho e Moda. Subsequentemente mudou-se para a Suíça, onde continuou estudando Moda e também estudou Contabilidade e Ciências Sociais, se diplomando na Escola Profissional de Jovens de Lausana.
De volta a  seu país, obteve uma licenciatura em Francês, Inglês e História da Arte pela Universidade de Oslo.
Foi na Universidade que ela conheceu o futuro marido em 1959.

## Noivado, casamento e descendência
Sônia e Haroldo se conheceram em 1959,  porém o relacionamento só começou em 1961, já que foi mantido em segredo por causa do status não-real de Sônia. Foi só nove anos depois que o príncipe recebeu a permissão para se casar com Sônia. Segundo sua biografia oficial no website da Casa Real, "em março de 1968, foi anunciado que o Rei Olavo havia dado sua permissão para que o Príncipe Herdeiro casasse com uma plebeia".
O casamento aconteceu no dia no dia 29 de agosto de 1968, na Catedral de Oslo, tendo Sônia se tornado Princesa Herdeira da Noruega.
Sônia e o marido têm dois filhos (e cinco netos): 
- Marta Luísa, nascida em 22 de setembro de 1971
- Haakon Magnus, nascido em 20 de julho de 1973

## Ascensão como rainha consorte e consagração
Após a morte de Olavo, Haroldo se tornou Rei da Noruega em 17 de janeiro de 1991, tendo Sônia recebido o título de Rainha da Noruega. Por opção, o casal foi consagrado na Catedral de Nidaros, em Trondheim, no dia 23 de junho daquele ano.

## Funções oficiais
Segundo a Casa Real, Sônia acompanha o rei em atividades e visitas oficiais nacionais e no exterior, muitas delas com chefes de estado. Anualmente, ela acompanha o marido numa tradicional visita a um dos condados noruegueses, quando o casal visita diversas cidades, em geral a bordo o Iate Real Norge.
Sônia, além de atender atividades com o marido, como as visitas e recepções oficiais e privadas, entre elas eventos ligados à realeza mundial, como casamentos, também tem agenda própria. "A  Rainha desempenha uma série de tarefas diferentes, incluindo viagens, visitas oficiais, participação em eventos por todo o país, audiências, recepções e reuniões no Palácio Real. Além das suas muitas funções oficiais, a Rainha também participa ativamente no acompanhamento das atividades internas relacionadas ao Palácio e às outras Residências Reais", escreve a Casa Real.
Em 2019, por exemplo, em sua agenda constam mais de 100 compromissos.

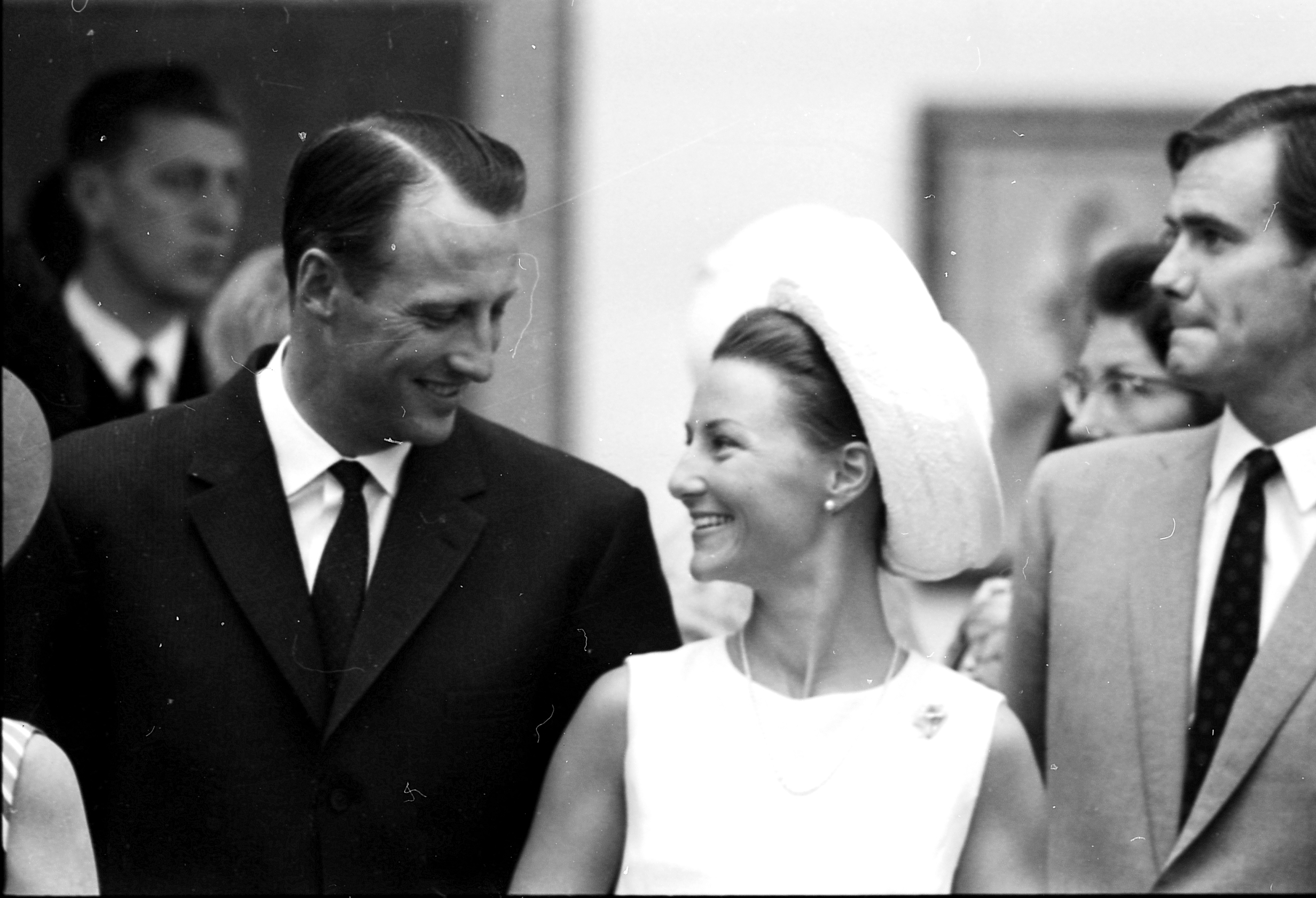
Sônia e Haroldo no dia de seu casamento
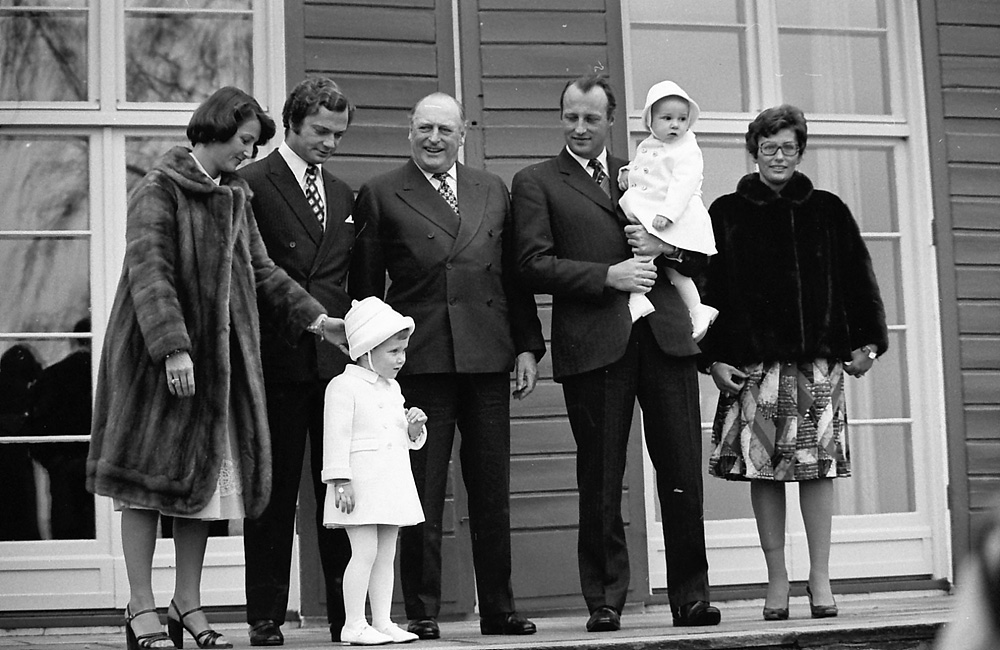
Sônia com a filha Martha (à esq), Haraldo com o filho Haakon, o rei Olavo ao centro e o atual Rei Carlos Gustavo da Suécia à esquerda
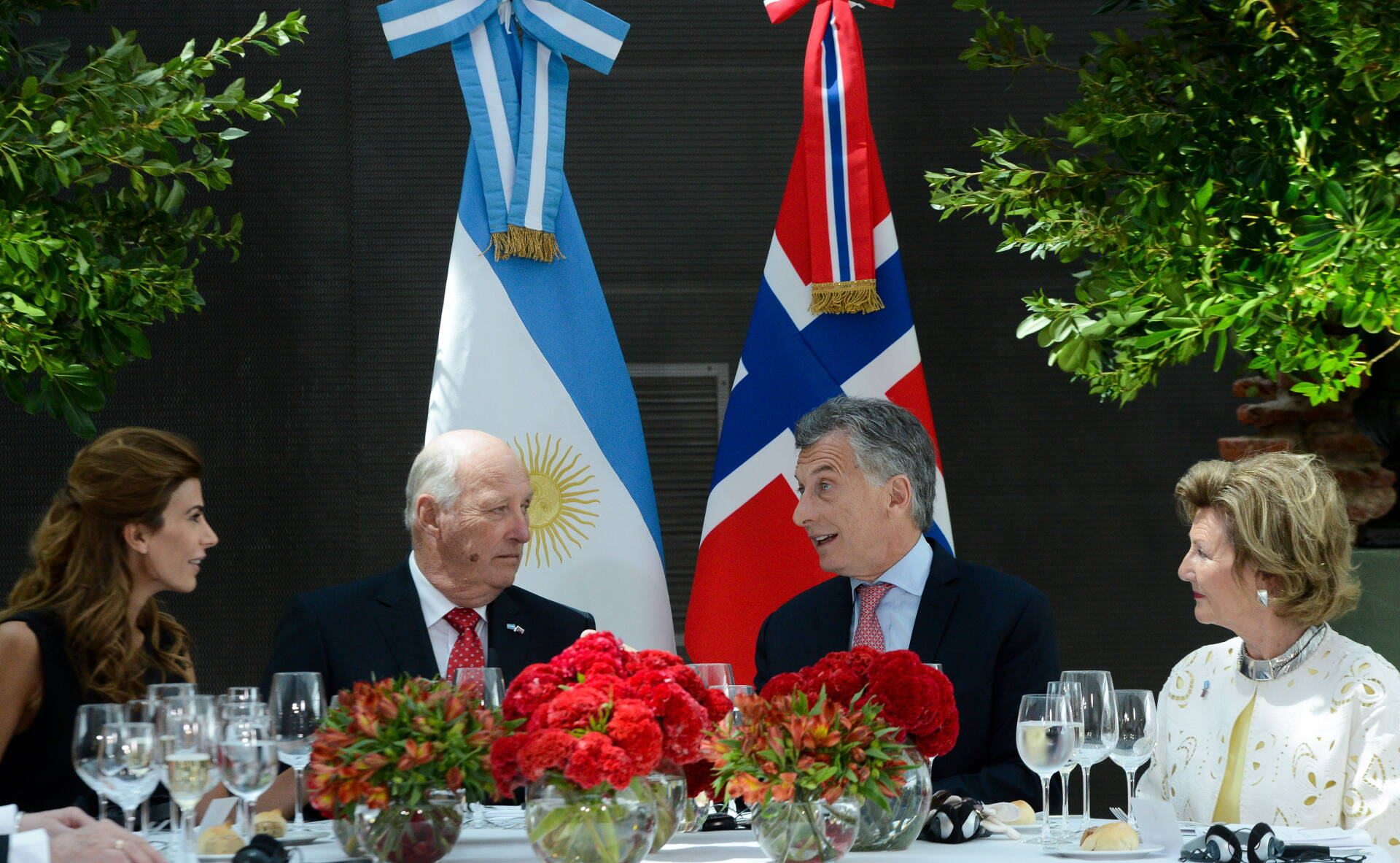
Sônia (dir) com o marido, o presidente Maurício Macri e sua esposa, durante uma visita à Argentina em março de 2018

## Títulos e condecorações

### Títulos reais
- Sua Alteza Real a Princesa Herdeira da Noruega: agosto de 1968 até janeiro de 1991
- Sua Majestade, a Rainha da Noruega (Hennes Majestet Dronningen em norueguês): janeiro de 1991 até atualmente

### Condecorações
A rainha Sônia recebeu mais de 50 condecorações no mundo todo, em países que vão de monarquias até em repúblicas como o Brasil.

#### Na Noruega
- Colar da Grã-Cruz da Ordem de São Olavo
- Grã-Cruz da Ordem do Mérito da Noruega: 2 de Janeiro de 1981[7]
- Medalha de São Olavo
- Medalha do Centenário da Casa Real da Noruega
- Medalha do Centenário de Haakon VII
- Medalha Comemorativa de Olav V: 30 de janeiro de 1991
- Medalha do Jubileu de Olav V
- Medalha do Centenário de Olav V
- Medalha do Jubileu Rei Harald
- Ordem da Casa de Olav V
- Ordem da Casa de Sua Majestade o Rei Harald V
- Emblema de Honra da Cruz Vermelha da Noruega
- Medalha Nansen: 11982
- Distintivo de Honra da Sociedade Militar de Oslo em ouro

#### Outras
- Grã-Cruz da Ordem de Leopoldo (Bélgica)
- Grã-Cruz da Ordem da Cruz do Sul (Brasil)
- Ordem do Elefante (Dinamarca)
- Grã-Cruz da Ordem do Mérito (França)
- Grã-Cruz da Ordem do Mérito (Alemanha)
- Grã-Cruz da Ordem da Coroa Preciosa  (Japão)
- Grã-Cruz da Ordem da Renascença  (Jordânia)
- Grã- Cruz da Ordem do Leão de Ouro da Casa de Nassau (Luxemburgo)
- Grã-Cruz da Ordem do Mérito Civil e Militar de Adolfo de Nassau (Luxemburgo)
- Grã-Cruz da Ordem do Leão (Países Baixos)
- Gra-Cruz da Ordem da Família Ordem de Orange (Países Baixos)
- Medalha Comemorativa da Rainha Beatriz (Países Baixos)
- Grã-Cruz da Ordem do Mérito: 2 de Janeiro de 1981[7] (Portugal)
- Grã-Cruz da Ordem do Infante D. Henrique: 13 de Fevereiro de 2004 (Portugal)
- Grã-Cruz da Ordem de Carlos III (Espanha)
- Grã-Cruz da Ordem de Isabel a Católica (Espanha)
- Colar da Ordem dos Serafins (Suécia)
- Medalha do Aniversário do Rei Carl XVI Gustaf (Suécia)
- Medalha do 50º Aniversário do Rei Carl XVI Gustaf (Suécia)
- Ordem Olímpica de Ouro

## Patronagens e apoios
Sônia é apoiadora e patrona de diversas instituições e ações ligadas à Arte, Música e Educação, entre elas: 
- Centro de Recursos MiRA para Mulheres Negras, Imigrantes e Refugiadas (patrona)
- Associação Nacional de Música e Dança Folclórica (patrona)
- Associação Norueguesa de Arte e Artesanato (patrona)
- Sociedade Norueguesa de Horticultura (patrona)
- Ópera e Ballet Nacional da Noruega (patrona)
- Orquestra Filarmônica de Oslo (patrona)
- Colégio Mundial da Cruz Vermelha Nórdica (patrona)
- Prêmio Rainha Sônia de Artes Gráficas (idealizadora)
- Concurso Internacional de Música Rainha Sônia (idealizadora)
- Prêmio Escola Rainha Sônia (idealizadora)

## Curiosidades
- Após a ascensão de Haroldo como rei, Sônia se tornou a primeira Rainha da Noruega em 53 anos;
- Em 2005, a rainha Sônia tornou-se a primeira rainha a visitar a Antártida. Ela estava lá para inaugurar a estação de pesquisa norueguesa Troll, na Terra da Rainha Maud;
- Em 2020, a casa na qual ela viveu na infância foi levada para o museu Maihaugen, em Lillehammer.[9]

## Leia também
- Competição Internacional de Música Rainha Sônia
- Família real norueguesa